# Break the News
Break the News is een Britse filmkomedie uit 1938 onder regie van René Clair. Destijds werd de film uitgebracht onder de titel Spotternij en zotternij.

## Verhaal
Teddy Enton en François Verrier zijn twee revuezangers. Ze willen beroemd worden door de dood van Teddy te ensceneren. Wanneer zijn kameraad ook daadwerkelijk verdwenen blijkt, belandt François in de cel.

## Rolverdeling
| Acteur            | Personage                  |
| ----------------- | -------------------------- |
| Jack Buchanan     | Teddy Enton                |
| Maurice Chevalier | François Verrier           |
| June Knight       | Grace Gatwick              |
| Marta Labarr      | Sonia                      |
| Gertrude Musgrove | Helena                     |
| Garry Marsh       | Producent                  |
| Wallace Douglas   | Toneelmeester              |
| Joss Ambler       | Persagent                  |
| Mark Daly         | Rekwisiteur                |
| Gibb McLaughlin   | Conciërge                  |
| Robb Wilton       | Taxichauffeur              |
| Felix Aylmer      | George Bickory             |
| C. Denier Warren  | Edward Phring              |
| George Hayes      | President van de rechtbank |
| Guy Middleton     | Engelsman                  |